# Allergologi
Allergologi är dels beteckning på läran om de allergiska sjukdomarna, deras förekomst, orsaker och behandling, dels en medicinsk specialitet.

## Allergologi - läran om allergiska sjukdomar
(se t.v. allergi)

## Allergologi - specialiteten
Den medicinska specialitet allergologi omfattar allergiska sjukdomar och andra överkänslighetssjukdomar. Den är en grenspecialitet till basspecialiteten internmedicin. En läkare som har genomgått specialistutbildning inom allergologi kallas för allergolog.

### Kompetensområde
Specialiteten omfattar allergi och annan överkänslighet i olika organsystem, framför allt i övre och nedre luftvägar, mag– tarmkanal och hud. Till allergisjukdomar hör såväl akut livshotande tillstånd, till exempel anafylaxi, som kroniska tillstånd som kan vara livslånga. 
Diagnostiken grundas på analys av sjukdomshistoria med stöd av specifika immunologiska tester och olika typer av provokationer. Kunskap om prevention och rådgivning om risker och möjliga åtgärder är en viktig del av specialitetens kunskapsbas, liksom vetskap om farmakologisk och immunmodulerande behandling, särskilt allergenspecifik immunterapi. 
Specialiteten har nära samband med andra kunskapsområden som lungsjukdomar, öron-, näs- och halssjukdomar, barn- och ungdomsallergologi, klinisk immunologi och hudsjukdomar. 

### Kompetenskrav
För specialistkompetens i allergologi krävs goda teoretiska och praktiska kunskaper i att självständigt utreda och behandla allergi och annan överkänslighet i övre och nedre luftvägar, astma och andra obstruktiva lungsjukdomar, astmaliknande tillstånd, yrkes- och miljöbetingade överkänslighetsreaktioner, överkänslighet för födoämnen och läkemedel, anafylaktiska reaktioner och andra immunologiska systemreaktioner, insektsallergi, urtikaria och angioödem samt primära immunbristsjukdomar med symtom från luftvägar. 
För diagnostik fordras förmåga att ta upp och analysera en detaljerad sjukdomshistoria, utföra fysikalisk undersökning och bedöma olika tester och provokationer. 
Behandlingen kräver kunskap om både farmakologiska och icke-farmakologiska moment. För specialistkompetens i allergologi krävs dessutom att man behärskar den för internmedicinska specialiteter gemensamma kunskaps- och färdighetsbasen. Det innebär att allergispecialisten ska kunna handlägga akuta internmedicinska sjukdomarna och andra akuta sjukdomstillstånden som har relation till internmedicin. Vidare ska man initialt kunna handlägga de vanliga och viktiga internmedicinska sjukdomarna och sjukdomstillstånden samt vanliga och viktiga tillstånd inom alla grenspecialiteter och angränsande basspecialiteter. Man ska också behärska invasiva och icke-invasiva åtgärder och metoder som är aktuella i det internmedicinska kompetensområdet.